# هانز ديكستال
هانز ديكستال (28 فبراير 1943 - 9 مايو 2010)، هو سياسي هولندي من حزب الشعب من أجل الحرية والديمقراطية شغل منصب وزير داخلية هولندا (1994-1998).
ُُوُلد في بورسعيد بمصر، حيث كان والده وجده يعملان في مجال الشحن. كان يتحدث باللغة العربية بطلاقة قبل الانتقال إلى هولندا في سن الخامسة.

## وفاته
توفي في 9 مايو 2010 بسبب سرطان العظم عن عمر يناهز 67 عامًا.